# Foumban
Foumban lub Fumban – miasto w północno-zachodnim Kamerunie, na północny wschód od miasta Bafoussam, w Regionie Zachodnim, stolica departamentu Noun. Liczy około 171 tys. mieszkańców. Główne miasto ludu Bamoun. Ośrodek handlowy regionu uprawy kawowca; tkactwo, wyrób przedmiotów z mosiądzu i drewna; ośrodek turystyczny.
Znajduje się tu muzeum sztuki ludowej oraz muzeum, znajdujące się w tutejszym pałacu królewskim, poświęcone Ibrahimowi Njoya'i - mistykowi religijnemu i twórcy alfabetu Shumom.